# David Aston
David Aston, född 1953, är en skådespelare från  Auckland, Nya Zeeland.  Han arbetar även inom reklam, teater, television och som sångare. Hans mest kända roller är från filmerna The Matrix och Sagan om konungens återkomst. 